# Lammer Ignác
Lammer Ignác (Révkomárom, 1817. – Komárom, 1839. január 22.) okleveles gyógyszerész, Szinnyei József bibliográfus unokabátyja.

## Élete
Lammer Ignác tímármester és Ferber Anna fiaként született. Pesten 1838-ban nyert oklevelet és midőn Komáromban gyógyszertárt akart nyitni. Tüdőgyulladásban hunyt el 22 éves korában. Egy munkája jelent meg nyomtatásban.

## Munkája
- Gyógyszeres értekezés az olmany ibolatról (jodoretum plumbi) és az eczetsavas ezüstlagról (acetes argentici). Pest, 1838. (Neve a címlapon hibásan van Lamernak nyomtatva.)